# 초이룰 후다
초이룰 후다(인도네시아어: Choirul Huda, 1979년 6월 2일 ~ 2017년 10월 15일)는 인도네시아의 전 축구 선수이다.
1999년 페르셀라 라몽간에 입단하며 프로 무대에 입문하였고, 이후 이적없이 원클럽맨으로 활동하였다.
10월 15일 세멘 파당과의 리그 경기 중 동료 선수와 충돌한 후 스루패스를 차단하기 위해 달려 나오는 과정에서 상대 공격수를 막기 위해 돌진하던 동료 선수와 강하게 충돌했고, 충돌 후 고통을 호소하며 병원으로 후송되었지만 심장마비로 사망하였다.
한편 페르셀라 라몽간 구단은 후다의 죽음을 추모하기 위해 그의 등번호였던 1번을 영구결번하였다.

## 같이 보기
- 원클럽맨 명단